# César Vidal

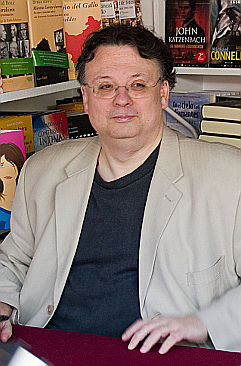
Vidal signeert boeken in Granada, Spanje

César Vidal Manzanares (Madrid, Spanje, 1958) is een prominent Spaans historicus, journalist en schrijver.
César Vidal schreef reeds tientallen boeken over de meest uiteenlopende onderwerpen. Zo publiceerde hij essays over de Spaanse geschiedenis en samenleving, biografieën van onder meer Abraham Lincoln en José Carreras, boeken over het oude Egypte, standaardwerken over de geschiedenis van het christendom en het jodendom, en literatuur voor kinderen.
Sommige van zijn stellingnames hebben hem kritiek opgeleverd. Zo leidde de publicatie van zijn boek Paracuellos-Katyn: Un ensayo sobre el genocidio de la izquierda in 2005 over de moordpartijen in Paracuellos de Jarama tijdens de Spaanse Burgeroorlog en Katyn tijdens de Tweede Wereldoorlog tot felle reacties bij bepaalde collega-historici.
- Bibsys: 4110348
- Biblioteca Nacional de España: XX1146691
- Bibliothèque nationale de France: cb124893285 (data)
- Catàleg d'autoritats de noms i títols de Catalunya: 981058518364806706
- CiNii: DA08082596
- Gemeinsame Normdatei: 104311215
- International Standard Name Identifier: 0000 0000 8404 1918
- Library of Congress Control Number: n93102866
- MusicBrainz: 7a3aeca2-a06f-4061-bfe7-0ae90311adad
- Nationale Bibliotheek van Tsjechië: jo2016912814
- Nationale bibliotheek van Australië: 41120357
- Nationale Bibliotheek van Israël: 987007269596305171
- Nationale Bibliotheek van Polen: a0000001126924
- Nederlandse Thesaurus van Auteursnamen: 172066948
- Réseau des bibliothèques de Suisse occidentale: 02-A005601662
- Istituto Centrale per il Catalogo Unico: LO1V141296
- LIBRIS: 309737
- Système universitaire de documentation: 034102272
- Trove: 1452227
- Virtual International Authority File: 101757178
- WorldCat: E39PBJtX77rG4KqVTr4wxXRFrq